# نبرد سینت‌ها ۴

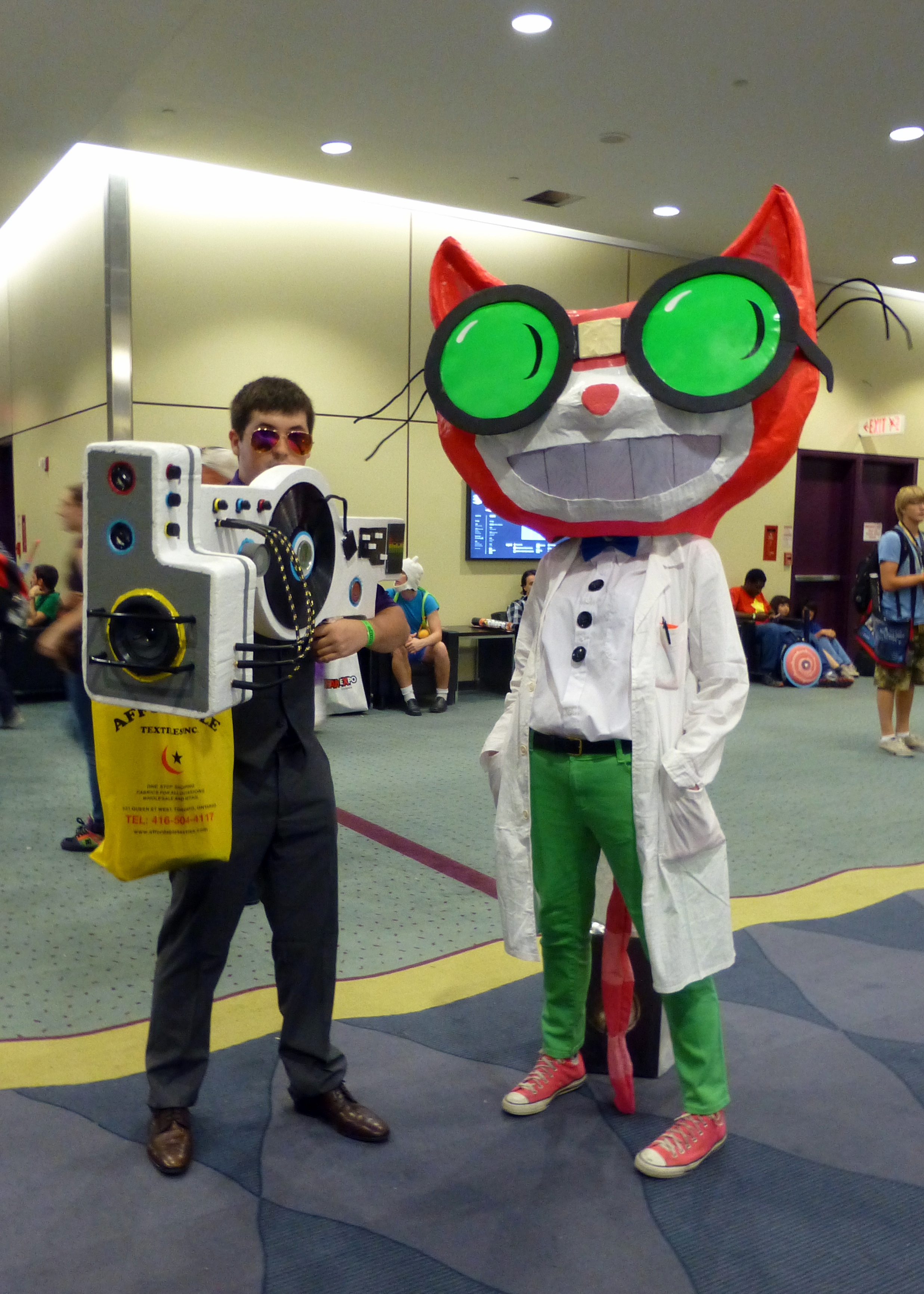
نبرد سینت ها

نبرد سینت‌ها ۴ (انگلیسی: Saints Row IV) یک بازی اکشن ماجراجویی است که در سال ۲۰۱۳ توسط ولیشن توسعه یافته و توسط دیپ سیلور منتشر شده‌است که دنباله‌ای بر نبرد سینت‌ها: سوم و چهارمین قسمت از مجموعه بازی نبرد سینت‌ها به حساب می‌آید.
این بازی در اوت ۲۰۱۳ برای مایکروسافت ویندوز، پلی استیشن ۳ و اکس‌باکس ۳۶۰، در سال ۲۰۱۵ برای پلی استیشن ۴، ایکس باکس وان و لینوکس و به دنبال آن نسخه نینتندو سوئیچ در ۲۷ مارس ۲۰۲۰ و نسخه گوگل استادیا در ۱ نوامبر ۲۰۲۱ منتشر شد.
سیستم جهان باز به بازیکنان این امکان را می‌دهد که آزادانه در شهر خیالی استیل پورت در حین انجام ماموریت‌های اصلی و فرعی به گشت و گذار بپردازند. همچنین با داشتن عناصر علمی تخیلی به تقلید طنزگونه همیشگی این مجموعه ادامه می‌دهد. بخش تک نفره بازی داستان شخصیت ساخته شده توسط بازیکن در بازی‌های قبلی را دنبال می‌کند که پس از مقابله با یک حمله تروریستی به عنوان رئیس‌جمهور ایالات متحده انتخاب می‌شود. پس از گذشت پنج سال از دوران ریاست جمهوری، با حمله ارتشی از بیگانگان به زمین که شخصی به نام زین (Zin) رهبری آنها را برعهده دارد به همراه اعضای باند ت محاصره می‌شود. شخصیت اصلی با کمک برخی از اعضای باند که موفق به فرار و هک سیستم شبیه‌سازی شدند که در نتیجه به آنها قدرت‌های ماورایی داده‌است، تلاش می‌کند تا دوستان اسیر شده خود را نجات و از شبیه‌سازی فرار کرده تا زین را شکست دهد.
این بازی به هنگام انتشار در بعضی کشورها مورد بازبینی و سانسور قرار گرفت و برای مدت کوتاهی در استرالیا ممنوع شد. نبرد سینت‌ها با بازخوردهای بسیار مثبتی از جانب منتقدان همراه بود و نکات طنز و شخصی‌سازی آن مورد تحسین قرار گرفت، اگر چه به دلیل کمبود چالش انتقاداتی به آن وارد شد. همچنین از نظر تجاری عملکرد بسیار خوبی داشت و در هفته اول بیش از یک میلیون نسخه فروش کرد. نسخه بازراه اندازی این سری با نام نبرد سینت‌ها، قرار است در اوت ۲۰۲۲ منتشر شود.

## بازخورد
| گردآورنده | امتیاز                                                            |
| --------- | ----------------------------------------------------------------- |
| متاکریتیک | (PC) 86/100 (X360) 81/100 (PS3) 76/100 (PS4) 75/100 (XONE) 73/100 |

| ناشر                     | امتیاز |
| ------------------------ | ------ |
| دستراکتید                | 9.5/10 |
| یوروگیمر                 | 8/10   |
| گیم‌اسپات                 | 7.5/10 |
| آی‌جی‌ان                   | 7.3/10 |
| پی‌سی گیمر (ایالات متحده) | 90/100 |
| پولیگان                  | 9/10   |
| یواس‌گیمر                 | 4.5/5  |

## آینده
در آگوست ۲۰۱۹، یک بازی جدید Saints Row توسط Volition به «عمیق در توسعه» اشاره شد. تا اواخر سال ۲۰۲۰، هنوز در حال توسعه بود. در آگوست ۲۰۲۱، تأیید شد که بازی جدید راه‌اندازی مجدد این فرنچایز است. با عنوان ساده Saints Row، قرار است در ۲۳ اوت ۲۰۲۲ برای پلی‌استیشن ۴، پلی‌استیشن ۵، ایکس‌باکس وان، ایکس‌باکس سری X/S و ویندوز منتشر شود.
1. ↑  High Voltage Software developed the PS4 and Xbox One versions. Fishlabs developed the Nintendo Switch version.